# Monera
Monera o mónera fue un reino tradicional de clasificación biológica de los seres vivos en algunos sistemas que agrupaba a los organismos procariotas. Se definía como el reino de organismos unicelulares sin núcleo definido (célula procariota) que pueden ser encontrados en todos los ambientes.
Actualmente, Bacteria y Archaea son considerados dominios.Cyanobacteriota es un filo del reino Bacillati, perteneciente al dominio Bacteria. 

## Biología

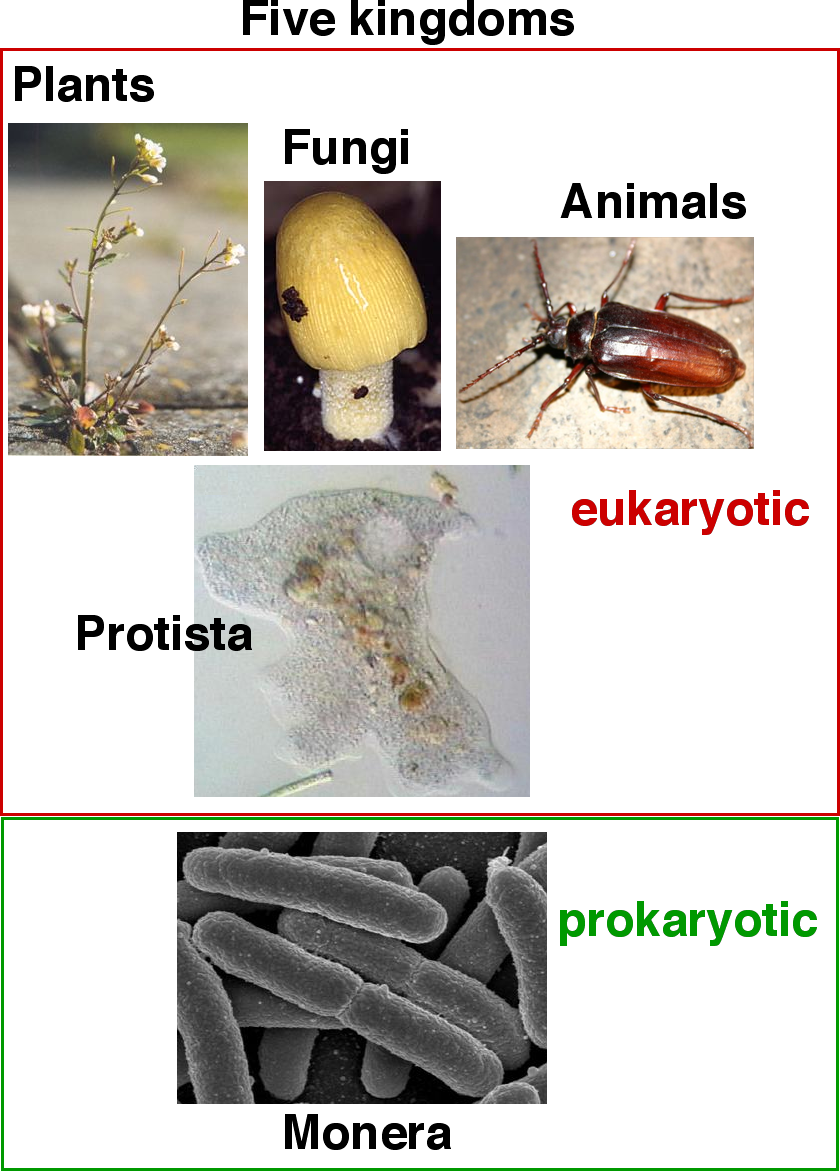
Los cinco reinos de la clasificación de Whittaker y Margulis.

El término monera posee una larga historia en la que ha cambiado de significado, aunque ajustado siempre a lo que señala su etimología, del griego μονήρης, moneres: simple; como referencia a los microorganismos más sencillos. El término fue usado inicialmente por Ernst Haeckel en 1866. Haeckel fue el primero que intentó establecer una hipótesis filogenética de la diversidad biológica, ajustada a la teoría de la evolución. Dividió a los organismos en tres grandes ramas, vegetal, animal y protista, reuniendo en esta última a las formas «primitivas» que no parecían mostrar un parentesco específico con las plantas y animales «superiores». Haeckel colocó a los Moneras en el tronco de su árbol de la vida, dentro de los Protista, distinguiéndolos una subrama en la se encontrarían las estirpes más simples, similares a las primeras formas vivientes, los Moneras. Cuando examinamos su árbol vemos juntas en ese grupo a formas procariotas como Vibrio, una bacteria, y a otras eucariotas, como Vampirillo, una ameba. A la vez, encontramos procariontes como Nostoc, una cianobacteria, en la base del reino Plantae, agrupada en un taxón Archephyta con géneros como Ulva, Conferva o Desmidium que son algas verdes, es decir, eucarióticas. Así pues, ni las Moneres de Haeckel contenían a todos los procariontes conocidos en la época, ni eran procariontes todos sus miembros. Sin embargo, Haeckel en su Die Lebenswunder (Las maravillas de la vida) de 1904 corrige a Moneres, incluyendo en él tanto a bacterias como a cianobacterias. De este modo, hay que subrayar que Haeckel, tal como lo afirman muchos textos, sí usó Moneres para referirse a los procariontes.
Cuando Chatton descubrió en los años 1920 que las bacterias carecen de núcleo celular, propuso los términos procariota y eucariota en el mismo sentido en que los usamos ahora, y empezó a parecer oportuno a algunos llamar Monera al conjunto de los procariontes. Eso hizo Barkley en 1939 creando un reino Monera dividido entre arqueófitos (Archeophyta) (lo que ahora llamamos Cyanobacteria) y esquizófitos (Schizophyta), un término que fue muy usado por los botánicos para referirse a las bacterias. 
Herbert Copeland dividió al conjunto de los organismos en cuatro reinos: Plantae y Animalia, Protoctista (recuperando un término de Hogg de 1866 para los eucariontes de organización simple) y Monera para los recién reconocidos procariontes. Robert Whittaker añadió un quinto reino, Fungi, en un esquema de cinco reinos que todavía domina en los libros de texto y en cursos generales de Biología, especialmente en su versión actualizada de los años 2000.
Sin embargo, el término ha desaparecido virtualmente de la literatura técnica taxonómica y tal vez lo haga también de la literatura popular. Carl Woese descubrió en los años 1970 que los procariontes encajaban en dos esquemas muy diferentes cuando se examinaba su estructura, composición y genética molecular, distinguiendo dos taxones: Archaea (llamado primero Archaebacteria) y Bacteria (llamado a veces Eubacteria), elevando ambos a la nueva categoría de dominio. Junto a ellos, los eucariontes forman un solo dominio (Eukarya), subdividido en cuatro reinos semejantes a los popularizados por Margulis (Protista, Animalia, Fungi, Plantae). De esta manera se origina la clasificación en 3 dominios y 6 reinos. 
| Linnaeus (1758) dos reinos | Haeckel (1866) tres reinos | Chatton (1925) dos grupos | Copeland (1938,56) cuatro reinos | Whittaker (1969) cinco reinos | Woese (1977,90) tres dominios |
| -------------------------- | -------------------------- | ------------------------- | -------------------------------- | ----------------------------- | ----------------------------- |
| Animalia                   | Animalia                   | Eukaryota                 | Animalia                         | Animalia                      | Eukarya                       |
| Vegetabilia                | Plantae                    | Eukaryota                 | Plantae                          | Plantae                       | Eukarya                       |
| Vegetabilia                | Plantae                    | Eukaryota                 | Protoctista                      | Fungi                         | Eukarya                       |
| Vegetabilia                | Protista                   | Eukaryota                 | Protoctista                      | Protista                      | Eukarya                       |
| Vegetabilia                | Protista                   | Prokaryota                | Monera                           | Monera                        | Archaea                       |
| Vegetabilia                | Protista                   | Prokaryota                | Monera                           | Monera                        | Bacteria                      |

En los textos en los que todavía se usa, el término Monera designa en general a las bacterias y arqueas o, dicho de otro modo, un clado (rama evolutiva) formado por los organismos celulares que carecen de núcleo definido, las que son llamadas procariotas y son consideradas las formas de vida más antiguas.
Características generales:
- Tamaño: son los organismos celulares más pequeños. 3 a 5 µm como promedio.
- Nivel celular: organismos casi siempre unicelulares. Células procariotas.
- Sin orgánulos: ausencia de núcleo celular, plastos, mitocondrias ni ningún sistema endomembranoso.
- Nutrición: osmótrofa siempre con las siguientes variables: Heterótrofa, (saprofita, parásita o simbiótica) o autótrofa (por fotosíntesis o quimiosíntesis).
- Dependencia del oxígeno: anaeróbicos, aeróbicos, microaerófilos y facultativos.
- Reproducción: principalmente asexual por fisión binaria; en procariotas no hay mitosis. Sin reproducción sexual: Conjugación o intercambio limitado de material genético (parasexualidad).
- Estructuras de locomoción: flagelos presentes o ausentes.
- ADN: el material genético suele presentarse en una disposición de hebra circular que está libre en el citoplasma.

## Clasificación
Monera fue acuñado por Haeckel en 1866 en la categoría taxonómica de filo y fue ubicado dentro del reino Protista.  
El reino Monera se clasificaba durante el siglo XX y hasta los años 1970 en dos grandes grupos o divisiones: Bacterias y algas verdeazuladas o Cyanobacterias. A su vez, las bacterias se subclasificaban sobre la base de su morfología, tal como lo hacían las clasificaciones del siglo XIX. Un avance importante en clasificación procariota fue el supuesto por el Manual de Bergey de 1978 y 1984, atribuido sobre todo a Murray. Se basaron principalmente en la estructura de la pared y las membranas celulares, procurando además evitar nombres en latín en donde se sabía a conciencia que era imposible determinar las verdaderas relaciones filogenéticas. Otro avance fue la clasificación de Margulis y Schwartz de 1982 basada en metabolismo y bioquímica bacteriana.
Pero la verdadera revolución vino con la llegada del análisis del ARN ribosómico 16S y 5S desarrollado por C. Woese. Supuso el más grande avance en taxonomía procariota desde el descubrimiento de la tinción de Gram en 1884 y permitió, al fin, integrar de forma real el análisis filogenético en la microbiología. La filogenética era aplicable, hasta entonces, casi exclusivamente a plantas y animales.
A continuación se muestra una síntesis del reino Monera o Procaryotae (Procariota) de inicios de los 1980:
- División 1 Mendosicutes (arqueobacterias)

Methanocreatrices
Bacterias halófilas 
Termoacidófilas
- División 2 Tenericutes (micoplasmas)
- División 3 Gracilicutes (gram negativas)

- Clase Scotobacteria (bacterias quimiótrofas)

Spirochaetes
Thiopneutes (sulfato reductoras)
Bacterias aerobias fijadoras de nitrógeno
Pseudomonads
Omnibacteria
Bacterias quimioautótrofas
Myxobacteria
Rickettsias
Chlamydias
- Clase Anoxyphotobacteria (fotótrofas anoxigénicas)

Bacteria púrpura
Bacteria verde del azufre
Bacteria verde no del azufre
- Clase Oxyphotobacteria (fotótrofas oxigénicas)

Cianobacteria
Chloroxybacteria
- División 4 Firmicutes (gram positivas)

Bacterias fermentadoras
Aeroendospora (aerobios o anaerobios)
Micrococci
Actinomycetes